# Taşağıl, Bolvadin
Taşağıl là một xã thuộc huyện Bolvadin, tỉnh Afyonkarahisar, Thổ Nhĩ Kỳ. Dân số thời điểm năm 2011 là 60 người.